# Polska na Halowych Mistrzostwach Europy w Lekkoatletyce 1989
Polska na Halowych Mistrzostwach Europy w Lekkoatletyce 1989 – reprezentacja Polski podczas zawodów w Hadze zdobyła tylko jeden medal.

## Wyniki reprezentantów Polski

### Mężczyźni
- bieg na 200 m
  - Andrzej Popa zajął 6. miejsce
  - Tomasz Jędrusik odpadł w półfinale
- bieg na 60 m przez płotki
  - Tomasz Nagórka zajął 7. miejsce
  - Rafał Cieśla odpadł w półfinale
  - Paweł Grzegorzewski odpadł w półfinale
- skok wzwyż
  - Artur Partyka zajął 10. miejsce
- skok o tyczce
  - Mirosław Chmara zajął 3. miejsce
  - Marian Kolasa zajął 4.-5. miejsce
- trójskok
  - Andrzej Grabarczyk zajął 6. miejsce
- pchnięcie kulą
  - Helmut Krieger zajął 7. miejsce

### Kobiety
- bieg na 1500 m
  - Małgorzata Rydz zajęła 5. miejsce
- skok w dal
  - Agata Karczmarek zajęła 5. miejsce